# Tin học thủy văn
Tin học thủy văn (Hydroinformatics) là một môn khoa học thuộc lĩnh vực tin học  tập trung vào ứng dụng công nghệ thông tin và truyền thông (CNTT-TT) để giải quyết các vấn đề ngày càng nghiêm trọng của việc sử dụng nước công bằng và hiệu quả cho nhiều mục đích khác nhau. Phát triển từ các ngành thủy lực tính toán trước đó, mô phỏng số lượng dòng nước và các quá trình liên quan vẫn là nền tảng chính của Hydroinformatics, khuyến khích không chỉ tập trung vào công nghệ mà còn ứng dụng vào bối cảnh xã hội.
Về mặt kỹ thuật, ngoài thủy lực tính toán, Hydroinformatics còn rất quan tâm đến việc sử dụng các kỹ thuật bắt nguồn từ hệ thống trí tuệ nhân tạo, như mạng lưới thần kinh nhân tạo hoặc gần đây hỗ trợ máy vectơ và lập trình di truyền. Chúng có thể được sử dụng với các bộ dữ liệu quan sát lớn cho mục đích khai thác dữ liệu để khám phá tri thức hoặc với dữ liệu được tạo từ mô hình dựa trên nền tảng vật lý hiện có để tạo ra một trình giả lập hiệu quả tính toán của mô hình đó cho mục đích nào đó.
Hydroinformatics nhận ra bản chất xã hội vốn có của các vấn đề về quản lý nước và quá trình ra quyết định, và cố gắng tìm hiểu các quy trình xã hội mà công nghệ được sử dụng. Vì các vấn đề về quản lý nước là nghiêm trọng nhất trong thế giới, trong khi các nguồn lực để có được và phát triển các giải pháp công nghệ tập trung thì là thiểu số, do đó cầu kiểm tra các quá trình xã hội này đặc biệt gay gắt.
Hydroinformatics thu hút và tích hợp thủy lực, thủy văn, kỹ thuật môi trường và nhiều ngành khác. Nó thấy ứng dụng tại tất cả các điểm trong chu trình nước từ khí quyển đến đại dương và trong các can thiệp nhân tạo vào chu trình đó như hệ thống thoát nước đô thị và hệ thống cấp nước. Nó cung cấp hỗ trợ cho việc ra quyết định ở tất cả các cấp từ quản trị và chính sách thông qua quản lý đến hoạt động.
Hydroinformatics có một cộng đồng các nhà nghiên cứu và thực hành trên toàn thế giới đang phát triển, và các chương trình sau đại học về Hydroinformatics được cung cấp bởi nhiều tổ chức hàng đầu. Tạp chí Hydroinformatics cung cấp một lối thoát cụ thể cho nghiên cứu Hydroinformatics, và cộng đồng tập hợp để trao đổi ý tưởng tại các hội nghị hai năm một lần. Các hoạt động này được điều phối bởi IAHR chung, IWA, IAHS  Phần tin học thủy văn.
Ngày càng có nhiều nhu cầu cho các chuyên gia và nhà quản lý đánh giá cao và làm việc với các công nghệ và công cụ mới này.